# Mikhaïl Prichvine
Œuvres principales
Au pays des oiseaux sans peur
Mikhaïl Mikhaïlovitch Prichvine (russe : Михаи́л Миха́йлович При́швин), né le 4 février 1873 (16 février dans le calendrier grégorien) à Krouchtchevo et mort le 16 janvier 1954 à Moscou, est un écrivain russe et soviétique.

## Biographie
Mikhaïl Prichvine est né dans le manoir de la famille de Krouchtchevo dans le Gouvernement d'Orel (actuellement dans le district de Stanovliansk), dans l'oblast de Lipetsk) dans la famille d'un riche commerçant. De 1893 à 1897, il étudie à l'Institut de technologie de Riga et il est une fois arrêté pour son implication dans les cercles marxistes. En 1902, Prichvine est diplômé de l'Université de Leipzig avec un diplôme en agronomie. Au cours de la Première Guerre mondiale, il travaille comme journaliste militaire. Après la guerre, Prichvine est employé en tant que publiciste, puis comme professeur rural. Il commence à écrire pour des magazines, en 1898, mais sa première histoire courte, Sachok, est publiée en 1906. Il publie dans la revue Oktyabr. Les œuvres de Prichvine sont pleines de poésie, d'une exceptionnelle finesse de l'observation, et de descriptions de la nature. Plusieurs de ses œuvres ont été traduites en plusieurs langues et sont devenues une partie du patrimoine de la littérature pour enfants de l'Union soviétique.
Mikhaïl Prichvine tient également un journal intime tout au long de sa vie, c'est-à-dire entre 1905 et 1954, dont les dernières notes ont été rédigées la veille de sa mort. À l'exception du volume Mamontov écrit en 1919, et disparu du vivant de son auteur, l'intégralité de cette œuvre a été conservée pour être publiée en 1991-2014.
Mikhaïl Prichvine est enterré au cimetière de la Présentation. Iouri Kazakov lui dédie sa nouvelle de 1957 Arcturus, chien courant.

## Prix et distinctions
Mikhaïl Prichvine a été décoré de deux ordres et a reçu diverses médailles, dont :
- Ordre du Drapeau rouge du Travail.
- Ordre de l'Insigne d'honneur.
- Médaille du Mérite au travail de la Grande Guerre patriotique.

## Sélection d'œuvres
- Au pays des oiseaux sans peur (В краю непуганых птиц, 1907)[3]
- En suivant la galette enchantée (За волшебным колобком, 1908)[3]
- Sous les murs de la ville invisible (У стен града невидимого, 1909) - sélection d'œuvres[3]
- Le Pèlerin noir et autres récits (Чёрный араб, 1910) [4], Les éditions Noir sur Blanc,‎ 2022, 350 p. (ISBN 978-2-88250-799-0)
- Славны бубны (1913)
- Башмаки (1923)
- Sources de Berendeï (Родники Берендея, 1925-1926) - Augmenté et publié / Calendrier de la nature (Календарь природы, 1935)[5]
- Ginseng, la racine de vie, suivi du Calendrier de la nature. Récits d'un chasseur (Женьшень, 1933). Traduit du russe par G. Welter. Paris, Payot, 1946, 304 pages.
- Фацелия (1940)
- Gouttes de la forêt (Лесная капель, 1943) - sélection d'œuvres
- Le Cellier du soleil (Кладовая Солнца, 1945), avec Le Miel polaire, Le Maître de la forêt et Vassia Vessiolkine de Mikhaïl Prichvine, traduit du russe par I. Kotomkina, 1re et 3e nouvelles, par T. Bodko pour les deux autres, Moscou, Éditions du Progrès.
- La Chaîne de Kachtcheï (Кащеева цепь, 1923-1954; publié en 1960)[3]
- Осударева дорога (1957)
- Корабельная чаща (1954)